# Guillermo Müller Gascón
Guillermo Müller Gascón es un deportista español que compitió en remo. Ganó dos medallas en el Campeonato Mundial de Remo, bronce en 1981 y plata en 1982.

## Palmarés internacional
| Campeonato Mundial | Campeonato Mundial | Campeonato Mundial | Campeonato Mundial        |
| Año                | Lugar              | Medalla            | Prueba                    |
| ------------------ | ------------------ | ------------------ | ------------------------- |
| 1981               | Múnich (RFA)       | Medalla de bronce  | Ocho con timonel ligero   |
| 1982               | Lucerna (Suiza)    | Medalla de plata   | Cuatro sin timonel ligero |